# 42. Jäger Division
A 42. Jäger Division foi uma unidade militar que serviu no Exército alemão durante a Segunda Guerra Mundial. Foi formada no dia 22 de dezembro de 1943 na Croácia a partir da 187ª Divisão de Reserva. Participou da Operação Margarethe, a ocupação militar da Hungria no mês de março de 1944, retornando para a Iugoslávia no mês de março, sendo após transferido para a Itália após dois meses. Se rendeu para as forças britânicas no norte da Itália no mês de abril de 1945.
Foi criada originalmente no dia 15 de outubro de 1939 com a designação de Divisão Nr. 187, sendo redesignado para 187ª Divisão da Reserva no dia 15 de agosto de 1942. Permaneceu com a designação de 187ª Divisão da Reserva entre os meses de agosto de 1942 até o mês de janeiro de 1944, quando foi enviada para a Croácia.

## Comandantes
| Comandante                                   | Data                                           |
| Divisão Nr. 187                              | Divisão Nr. 187                                |
| -------------------------------------------- | ---------------------------------------------- |
| General der Infanterie Walther Gräßner       | 15 de outubro de 1939 - 6 de fevereiro de 1940 |
| Generalleutnant Konrad Stephanus             | 7 de fevereiro de 1940 - 15 de agosto de 1942  |
| 187ª Divisão de Reserva                      |                                                |
| Generalleutnant Josef Brauner von Haydringen | 15 de agosto de 1942 - 1 de janeiro de 1944    |
| 42. Jäger-Division                           |                                                |
| Generalleutnant Josef Brauner von Haydringen | 1 de janeiro de 1944 - 26 de abril de 1944     |
| Generalleutnant Walter Jost                  | 26 de abril de 1944 - 24 de abril de 1945      |

## Oficiais de operações
| Oberstleutnant Otto Mitlacher | 5 de março de 1944 - 15 de setembro de 1944 |
| Major Georg von Mangelsdorff  | 15 de setembro de 1944 — 1945               |

## Área de operações
| Áustria    | outubro de 1939 - setembro de 1942 |
| Croácia    | setembro de 1942 - março de 1944   |
| Hungria    | de março de 1944 - maio de 1944    |
| Iugoslávia | maio de 1944 - julho de 1944       |
| Itália     | julho de 1944 - abril de 1945      |

## Ordem de Batalha
março de 1940
Infanterie-Ersatz-Regiment 45
Infanterie-Ersatz-Regiment 130
Infanterie-Ersatz-Regiment 462
Artillerie-Ersatz-Regiment 45
Panzerjäger-Ersatz-Abteilung 17
Pionier-Ersatz-Bataillon 86
Kraftfahr-Ersatz-Abteilung 17
Kraftfahr-Ersatz-Abteilung 45
agosto de 1942
Reserve-Grenadier-Regiment 45
Reserve-Grenadier-Regiment 130
Reserve-Grenadier-Regiment 462
Reserve-Artillerie-Abteilung 96
Reserve-Pionier-Bataillon 86
Reserve-Nachrichten-Kompanie 1087
Sanitätsdienste 1087
Versorgungsdienste 887
janeiro de 1944
Jäger-Regiment 25
Jäger-Regiment 40
Artillerie-Regiment 142
Panzerjäger-Abteilung 142
Aufklärungs-Abteilung 142
Pionier-Bataillon 142
Nachrichten-Abteilung 142
Kommandeur der Jäger-Divisions-Nachschubtruppen 142